# Wix.com
Wix.com Ltd. (tiếng Hebrew: וויקס.קום, đã Latinh hoá: wix.com) gọi tắt là Wix, là một công ty công nghệ của Israel cung cấp nền tảng tạo website. Được niêm yết trên sàn chứng khoán NASDAQ, Wix cho phép người dùng tạo trang web HTML5 và trang web cho thiết bị di động thông qua trình chỉnh sửa kéo và thả trực tuyến.
Người dùng Wix có thể tích hợp thêm nhiều ứng dụng vào website của mình, chẳng hạn như ứng dụng mạng xã hội, thương mại điện tử, tiếp thị, liên hệ, email marketing và diễn đàn. Wix hoạt động theo mô hình freemium, nghĩa là cung cấp dịch vụ miễn phí cơ bản và thu phí khi người dùng muốn nâng cấp lên gói cao cấp. Theo thống kê của W3Techs, tính đến tháng 9 năm 2023, Wix đang được 2,5% tổng số website trên thế giới sử dụng.